# カゲロウ
カゲロウ（蜉蝣）とは、節足動物門・昆虫綱・カゲロウ目（蜉蝣目、学名：Ephemeroptera）に属する昆虫の総称。昆虫の中で最初に翅を獲得したグループの一つであると考えられている。幼虫はすべて水生。不完全変態であるが、幼虫→亜成虫→成虫という半変態と呼ばれる特殊な変態をし（後述）、成虫は軟弱で長い尾をもち、寿命が短い。

## 特徴

### 成虫

#### 頭部
成虫は細長い体で、弱々しい。
頭には3個の単眼と、よく発達した1対の複眼が頭のかなりの部分を占める。特にオスの複眼は大きく、上下2段に分かれた複眼のうち、上の複眼が巨大な円柱型になるものもある。これはその形から「ターバン眼」と呼ばれ、カゲロウ目に特有のものである。
触角はごく短い。
口の構造は退化的で、通常は摂食機能はない。

#### 胸部
胸部は前胸・中胸・後胸の3節からなる。
普通は中胸と後胸にはそれぞれ1対ずつ、計2対の翅があり、前翅が大きく後翅が小さいのが普通だが、後翅が鱗片状に縮小しているものや、フタバカゲロウ（コカゲロウ科）などのように退化消失して前翅1対のみとなっている種もある。止まるときは、ほとんどの種が翅を背中合わせに垂直に立てる。
脚は華奢で細長く、特に前脚は長く発達しており、止まっている時に前脚を前方の空中に突き出すようにするものがいる。

#### 腹部
腹部は細長く10節からなり、後方へ向かって細まる。
オスの腹面第9節には、交尾の際にメスを挟む把持子（はじし）と呼ばれる生殖肢があり、メスの腹面第8節には生殖口があるが、産卵管などは持たない。腹部後端には2本または3本の繊細な長い尾（尾毛）を持っている。オスは川面などの上空で群飛し、スーッと上昇したあとフワフワと下降するような飛翔を繰り返し、この集団中にメスが来ると、長い前脚でメスを捉え、そのまま群から離れて交尾する。成虫は餌を取らず、水中に産卵すると、ごく短い成虫期間を終える。

### 幼虫

#### 生態
幼虫はすべて水中で生活し、多くは川の比較的きれいな流域に生息するが、湖沼や浅い池、水田など止水域に棲むものもある。時に汽水域でも見られることがあるが、海生種は知られていない。微生息環境としては、早瀬の石の表面、淵の枯葉などの堆積物の間隙、止水の泥底上などのほか、砂や泥に潜って生活するものなどがある。
なお本目の幼虫を特に若虫、あるいはニンフと呼ぶことがある。これは完全変態の昆虫の幼虫を「larva」、不完全変態の昆虫の幼虫を「nymph」として区別することによる。

#### 体の構造

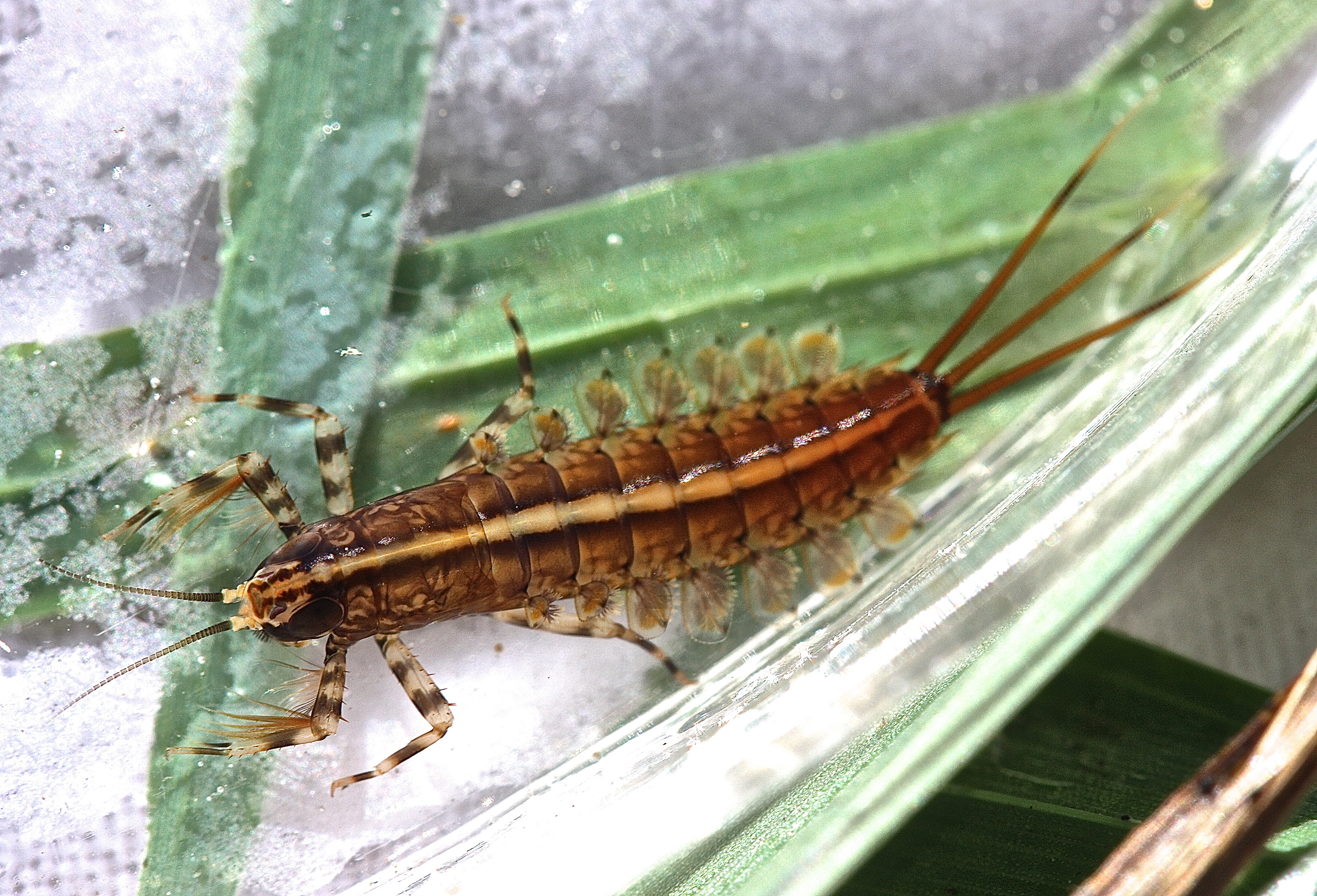
チラカゲロウ科の幼虫

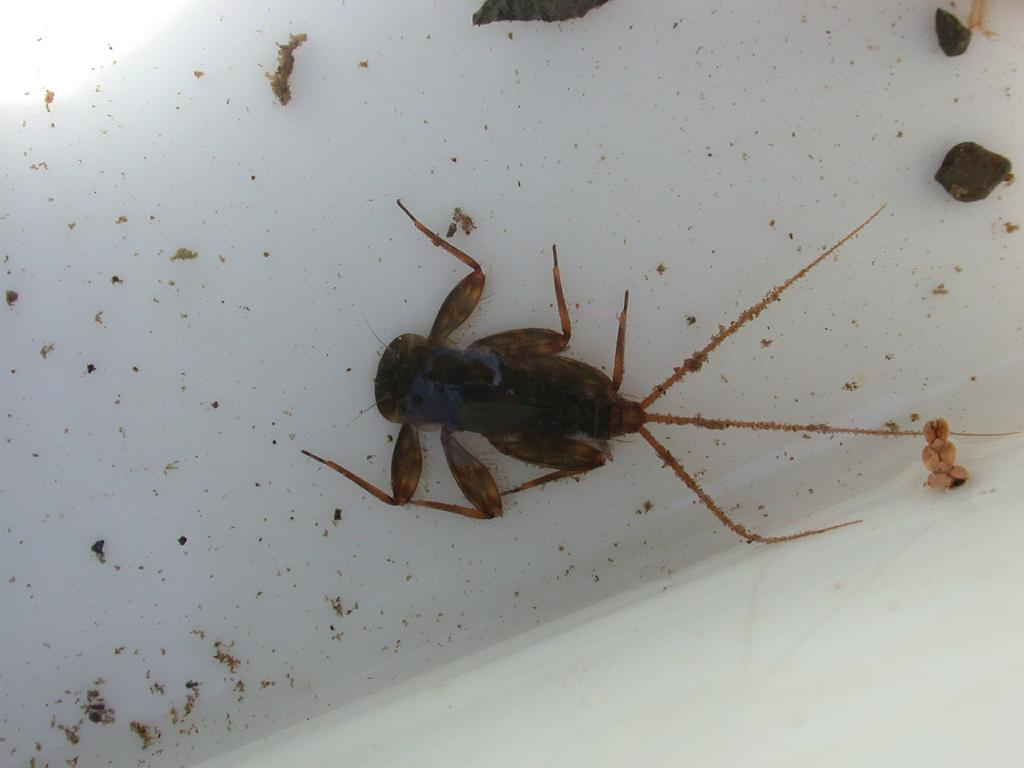
クロタニガワカゲロウの幼虫。急流にすむ扁平な種。

幼虫の体の基本構造は、翅がないことと水中生活のための鰓をもつこと以外はほぼ成虫と同じで、3個の単眼と1対の複眼があり、脚も3対のみで腹脚などはない。しかし体型は成虫に比べて多様性が高く、生息環境によってさまざまな姿をしている。これは成虫が生殖のためだけの飛翔態であるのに対し、幼虫は種ごとに異なった微環境で長期間生活するため、それぞれの生活型に適応した形態を獲得した結果と言える。
たとえば、よく泳ぎ回るチラカゲロウ科などは紡錘型の体をもち、渓流や早瀬などの石や岩盤の表面に生息するヒラタカゲロウ科は、体が著しく扁平で水の抵抗を軽減するようになっている。流れのゆるい砂底や、止水に生息するものは、体は円筒形で、足はやや細く、体を少し持ち上げた形をしており、水草の間や、底に止まっている。
マダラカゲロウ科のトゲマダラカゲロウ属 Drunella は、他の水生昆虫を捕食するための前脚が強大になっている。他にもそれぞれの生活型によって体型だけでなく、脚や口の構造なども多様に進化している。
腹部の各節はその両端に色々な形の鰓をそなえる。鰓は基本的には呼吸器官で、腹部の第1節から第7節まで1対ずつ具わっているのが原型であるが、2対あるものや数が減っているものもある。鰓の形は種類ごとに変化しており、その運動を遊泳に利用するものや、吸盤のような形に変化した鰓で岩に張り付くものなどもいる。食性も、石の表面の藻類などを食べるものや、植物遺骸やデトリタスなどを食べるもの、捕食性のものなど様々である。

#### 脱皮・羽化
幼虫時代は一般に脱皮回数が多く、通常でも10回以上、時には40回におよぶものもあると言われる。幼虫の期間は半年から1年程度で、終齢近くのものでは翅芽が発達する。
不完全変態であり、蛹にはならない。羽化の時期は春から冬まで種や地域によって異なる。初夏の頃が最も多く、時間も夕方頃が多い。羽化場所は水中、水面、水際など種によって異なっている。羽化すると亜成虫 (subimago) と呼ばれる、成虫とほぼ同形であるが毛が多く、脚や尾がやや太短く、翅が不透明であるなどの違いが見られ、性的には未成熟である。翅が伸びた後に脱皮する昆虫は他にいない。飛び立った後別の場所で改めて脱皮を行い、そこで初めて真の成虫になる。成虫がよく集まる明かりの周辺を探すと、脱皮殻がくっついているものを見ることができる。

## 人間への利害
人との直接的な利害関係が薄い昆虫で、人に噛み付くこともなく、毒を有することもない。したがって害虫とされるものは非常に少ない。ただし、オオシロカゲロウなどは時に大発生し、大量の雪が舞ったようになって視界を遮ったり、路上に積もって自動車をスリップさせたりして交通障害を引き起こすことがある。また東南アジアに分布するキクイカゲロウ Languidipes corporaali （シロイロカゲロウ科）は、水中の木材や竹材に穿孔してフナクイムシに良く似た巣穴を作る。このため、木造船や水上家屋、木製の導水路などに害を与える。

### フライ・フィッシングの餌への利用
むしろ、彼らと人間がかかわるのは、彼らが水環境において、魚類の良質な餌になることによる。渓流では、カゲロウの幼虫は魚類の餌として重要な位置を占め、羽化した成虫も、水面で盛んに捕食される。したがって、渓流釣りの餌として、どちらもよく利用されてきた。
フライ・フィッシングの疑似餌・毛鉤の模型としてもよく利用される。カゲロウの生育に適した英国の川でこの釣りが発達したことから、一般的な毛鉤の多くは、カゲロウの成虫・亜成虫を模型としており、水生昆虫の羽化時期のチャート表や現場の状況に合わせ、種ごと、成長段階ごとの疑似餌を使うことがある。フライフィッシングをする日本人らは英語由来の独特の呼称を用いる者もおり、カゲロウに関しても、ハッチ（羽化）、ニンフ（幼虫）、ダン（亜成虫）、スピナー（成虫）などと呼ぶほか、羽化途上の幼虫をイマージャー、羽化したてで翅が伸びきらず捩れたものをツイストウィングなどと呼んで細かく区別し、それらに模してフライを作成・使用することもある。

### 指標生物
このほか、流速や水質、底質の差によって生息する種が異なることから、河川での指標生物としてよく利用される。これは日本のカゲロウ研究の一大原動力ともなってきたと言えるもので、今もその方面の研究が進んでいる。
渓流では、カゲロウの種類が多い。それらはそれぞれに生息する環境が異なり、底質や流速などによって異なった地点に生息していることが多い。可児藤吉や今西錦司はこのことに注目し、これを棲み分けと呼んだ。このカゲロウの棲み分け研究を起源とする語は、マスメディアでも取り上げられたり、社会学などの他分野や日常語としても使われるようになった。

## 名称など
成虫がか弱い姿で、しかも短命であることから、日本以外でもか弱くはかないものの代表として扱われてきた。
学名
ギリシャ語由来のカゲロウ ephemera（ εφημερα ）と、翅 pteron（ πτερον ）からなる。ephemera は名詞で、ephemeron または ephemeros の複数中性格である。原義は epi = on, hemera = day （その日1日）で、カゲロウの寿命の短さに由来する。ephemera はチラシやパンフレットなどのエフェメラを意味し、やはりその日だけの一時的な存在であることによる。
ドイツ語
Eintagsfliegen（一日飛虫）と言い、いわゆる一発屋の意味にも用いられる。しかし実際には、幼虫時代も含む全生涯を見ると、半年から1年程度であり、昆虫としては短いものではない。
英語
Mayfly と呼ばれる由来は、5月頃に大発生する場合があることによる。
中国語・漢字
蜉蝣」は「浮遊」と同音である。
日本語
空気が揺らめいてぼんやりと見える「陽炎（かげろう）」に由来するとも言われ、この昆虫の飛ぶ様子からとも、成虫の命のはかなさからとも言われるが、真の理由は定かでない。なお江戸時代以前の日本での「蜉蝣」は、現代ではトンボ類を指す「蜻蛉」と同義に使われたり混同されたりしているため、古文献におけるカゲロウ、蜉蝣、蜻蛉などが実際に何を指しているのかは必ずしも明確でない場合も多い。
例えば新井白石による名物語源事典『東雅』（二十・蟲豸）には、「蜻蛉 カゲロウ。古にはアキツといひ後にはカゲロウといふ。即今俗にトンボウといひて東国の方言には今もヱンバといひ、また赤卒をばイナゲンザともいふ也」とあり、カゲロウをトンボの異称としている風である。一方、平安時代に書かれた藤原道綱母の『蜻蛉日記』の題名は、「なほものはかなきを思へば、あるかなきかの心ちするかげろふの日記といふべし」という中の一文より採られており、この場合の「蜻蛉」ははかなさの象徴であることから、カゲロウ目の昆虫を指しているように考えられる。
クサカゲロウやウスバカゲロウも、羽根が薄くて広く、弱々しく見えるところからカゲロウの名がつけられている。ただし、これらは陸生の幼虫から完全変態をする昆虫で、カゲロウ目とは縁遠いアミメカゲロウ目に属する。

## 分類
カゲロウ目は、トンボ目と共に、昆虫の中では古い系統に属するもので、旧翅下綱に属する。化石記録は古生代石炭紀までさかのぼる。現生のものは世界でおよそ23科310属2,200種（あるいは2,500種とも）、日本では13科39属140種以上と言われる。ただし、水生昆虫として研究が進んだため、幼虫の分類が先行し成虫との対応が取れないものも多く、日本産約140種のうち、幼虫と成虫の関係がついているものは約90種に留まる。そのため、それを埋める研究が進行中である。

### 科までの分類
- ヒラタカゲロウ亜目 Schistonota
  - コカゲロウ上科 Baetoidea
    - フタオカゲロウ科 Siphlonuridae
    - コカゲロウ科 Baetidae
    - 和名不詳 Oniscigastridae
    - 和名不詳 Ameletopsidae
    - 和名不詳 Ametropodidae

  - ヒラタカゲロウ上科 Heptagenioidea
    - 和名不詳 Coloburiscidae
    - ヒトリガカゲロウ科 Oligoneuriidae
    - チラカゲロウ科 Isonychiidae
    - ヒラタカゲロウ科 Heptageniidae

  - トビイロカゲロウ上科 Leptophlebioidea
    - トビイロカゲロウ科 Leptophlebiidae

  - モンカゲロウ上科 Ephemeroidea
    - 和名不詳 Behningiidae
    - カワカゲロウ科 Potamanthidae
    - 和名不詳 Euthyplociidae
    - シロイロカゲロウ科 Polymitarcydae
    - モンカゲロウ科 Ephemeridae
    - 和名不詳 Palingeniidae
- マダラカゲロウ亜目 Pannota
  - マダラカゲロウ上科 Ephemerelloidea
    - マダラカゲロウ科 Ephemerellidae
    - 和名不詳 Leptohyphidae
    - 和名不詳 Tricorythidae

  - ヒメシロカゲロウ上科 Caenoidea
    - 和名不詳 Neoephemeridae
    - 和名不詳 Baetiscidae
    - ヒメシロカゲロウ科 Caenidae
    - 和名不詳 Prosopistomatidae

### 日本産のカゲロウ目

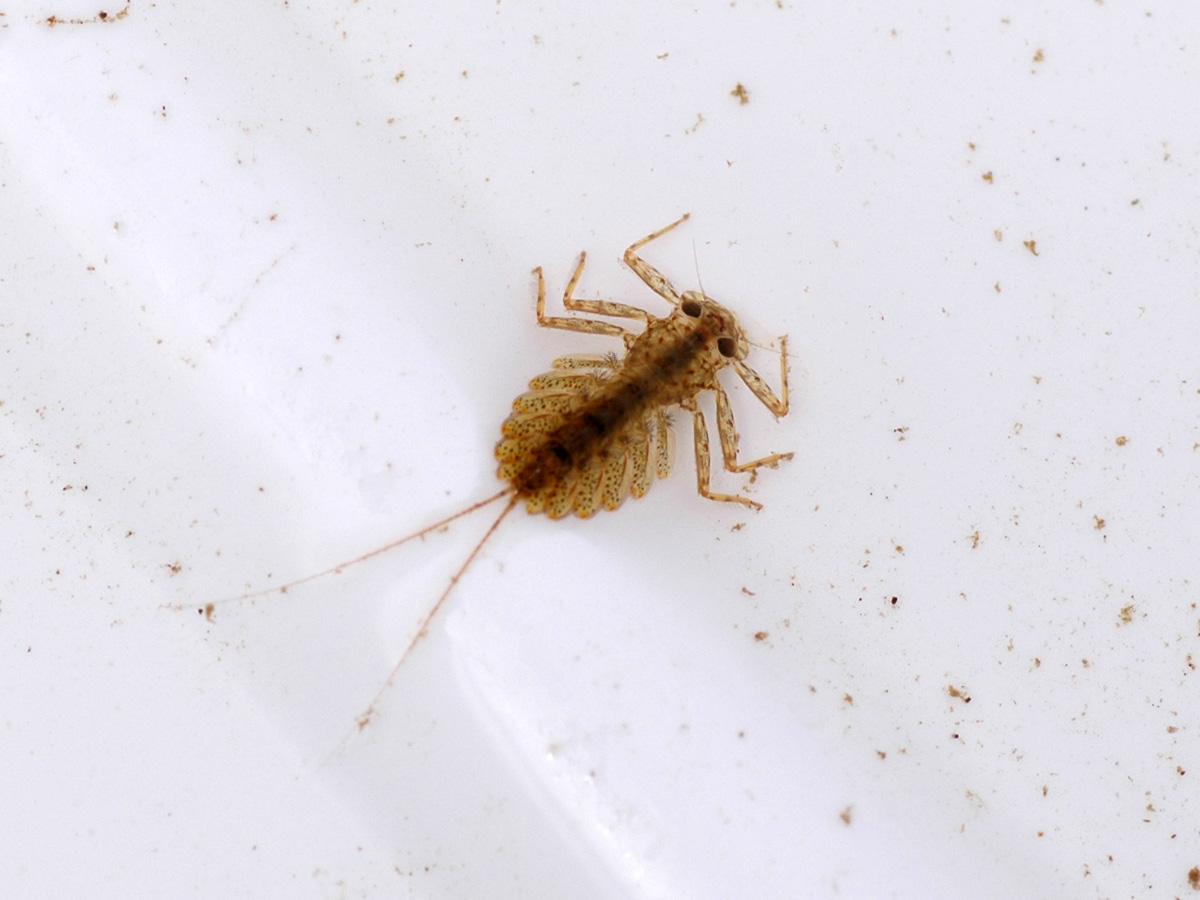
ヒラタカゲロウ属の一種（ sp.）の幼虫。写真のような鰓に褐色斑のある種が複数おり、素人には幼虫の同定は難しい。

以下が日本産の概要である。カッコ内は日本産既知種の概数であるが、研究の進行によって変動するのは他の生物と同様である。これらは石綿・竹門（2005b）に準じたもので、上の囲み内のリストが準じている他言語版のリストとは配列その他は多少異なっている。
- トビイロカゲロウ科 Leptophlebiidae（4属9種）：トビイロカゲロウなど
- カワカゲロウ科 Potamanthidae （1属2種）：キイロカワカゲロウ・オオカワカゲロウ
- モンカゲロウ科 Ephemeridae（1属4種）：モンカゲロウなど（砂底に潜る）
- シロイロカゲロウ科 Polymitarcyidae（1属3種）：オオシロカゲロウなど。幼虫は瀬石の下の砂泥に巣穴を掘って棲む。
- ヒメシロカゲロウ科 Caenidae（2属3種）：ヒメシロカゲロウなど。小型で研究不十分な科。かつてヒメカゲロウ科とも呼ばれたが、アミメカゲロウ目にもヒメカゲロウ科があるため改称された。
- マダラカゲロウ科 Ephemerellidae（6属23種以上）：オオマダラカゲロウなど捕食性のものもいる。アカマダラカゲロウは河川の最普通種。
- ヒメフタオカゲロウ科 Ameletidae（1属6種）：ヒメフタオカゲロウなど。未記載種もある。
- コカゲロウ科 Baetidae（11属39種以上）：フタバカゲロウ（水田に普通）・シロハラコカゲロウ（河川に普通）など。とくに河川に多くの種が生息し、しばしば個体数も多い。しかし研究が不十分なため、幼虫にはFコカゲロウ、Hコカゲロウなどアルファベットの仮称が付けられているものも多く、更にそれらの成虫には学名不詳のままキナリコカゲロウやサイドコカゲロウなどの仮称も提唱されており、将来整理が必要な群である。
- ガガンボカゲロウ科 Dipteromimidae（1属2種）：ガガンボカゲロウ（原流域）・キイロガガンボカゲロウ。
- フタオカゲロウ科 Siphlonuridae（1属4種）：オオフタオカゲロウ（中流域で大発生する）など。
- チラカゲロウ科 Isonychiidae（1属3種）:チラカゲロウ（河川に普通）など。チラとはこの幼虫などを指す方言。一見魚類のような動きをする。
- ヒトリガカゲロウ科 Oligoneuridae（1属1種）：ヒトリガカゲロウ（大河川の下流域。ヨーロッパにも分布）。
- ヒラタカゲロウ科 Ecdyonuridae（8属42種以上）：エルモンヒラタカゲロウ・クロタニガワカゲロウなど。極めて扁平な体型をもち、流れのある所の石の表面に張り付いており、動きは素早い。種類が多く研究は不十分。素人には、幼虫での種の区別が困難なものが少なくない。